# Powiat Przeworski
Der Powiat Przeworski ist ein Powiat (Kreis) in der polnischen Woiwodschaft Karpatenvorland. Der Powiat hat eine Fläche von 698,35 km², auf der 78.000 Einwohner leben.

## Gemeinden
Der Powiat umfasst neun Gemeinden, davon eine Stadtgemeinde, drei Stadt-und-Land-Gemeinden und fünf Landgemeinden.

### Stadtgemeinde
- Przeworsk

### Stadt-und-Land-Gemeinden
- Jawornik Polski
- Kańczuga
- Sieniawa

### Landgemeinden
- Adamówka
- Gać
- Przeworsk
- Tryńcza
- Zarzecze